# Lucas Oldenhuis Gratama
Lucas Oldenhuis Gratama (Assen, 7 juni 1815 - aldaar, 5 juli 1887) was een advocaat en rechter te Assen (1835-1875), Drents Statenlid (1864-1887) en lid van de Tweede Kamer van de Staten-Generaal.
Gratama was een zoon van de Asser rechter en burgemeester Sibrand Gratama en Johanna Gesina Oldenhuis Kymmell. Hij studeerde rechten in Groningen. Op 12 oktober 1880 werd hij benoemd tot ridder in de Orde van de Nederlandse Leeuw. In datzelfde jaar ijverde hij voor oprichting van de onafhankelijke gemeente Schoonebeek. In 1884 werd de onafhankelijkheid een feit. In Schoonebeek is een straat naar hem vernoemd.

## Loopbaan
- Ontginner-grondaanlegger en vervener, gedurende 35 jaar
- Advocaat te Assen, van 1835 tot 1854
- Procureur, van 1837 tot 1854
- Rechter Arrondissementsrechtbank te Assen, van 1 september 1854 tot 1 mei 1865
- Lid gemeenteraad van Assen, van 1856 tot 1859
- Lid Provinciale Staten van Drenthe voor het kiesdistrict Assen, van 27 augustus 1864 tot 5 juli 1887
- Raadsheer Provinciaal Gerechtshof te Assen, van 1 april 1865 tot 1 januari 1876
- Lid Tweede Kamer der Staten-Generaal voor het kiesdistrict Assen, van 14 oktober 1867 tot 3 januari 1868
- Lid Tweede Kamer der Staten-Generaal voor het kiesdistrict Assen, van 25 februari 1868 tot 11 oktober 1884
- Lid Tweede Kamer der Staten-Generaal voor het kiesdistrict Assen, van 17 november 1884 tot 20 februari 1886

## Levenseinde
Oldenhuis Gratama ligt begraven in het familiegraf van de familie Schukking op de begraafplaats aan de Torenlaan in Beilen
- Biografisch Portaal: 73595231
- Digitale Bibliotheek voor de Nederlandse Letteren: olde005
- Gemeinsame Normdatei: 115771952X
- International Standard Name Identifier: 0000 0003 9837 7633
- Nederlandse Thesaurus van Auteursnamen: 072486473
- Parlement.com: vg09ll3r3vyx
- Système universitaire de documentation: 199443785
- Virtual International Authority File: 20062663
- WorldCat: E39PBJvxwBBHMVcJGHV6VPYF8C